# Transport Fever 2
Transport Fever 2 est un jeu vidéo de simulation économique développé par Urban Games et édité par Good Shepherd Entertainment. Il s'agit du troisième jeu de la franchise Transport Fever, et est sorti pour Microsoft Windows et Linux le 11 décembre 2019, macOS le 23 février 2021, Xbox et PlayStation le 5 mars 2023.

## Système de jeu

### But du jeu
Le principe est de développer des villes en créant des systèmes de transports : transport routier, transport ferroviaire, transport maritime, et transport aérien par des véhicules de toute génération allant de 1850 à nos jours.
Comme les jeux précédents de la série, Transport Fever 2 se concentre sur l'évolution des transports au cours des dix-sept dernières décennies. Cependant, le mode campagne réécrit l'histoire des transports par rapport à Transport Fever et se déroule sur trois continents différents. Le jeu propose également un mode bac à sable, un éditeur de carte et des outils de mod.

## Accueil
Le jeu reçoit un accueil plutôt positif avec notamment 90% d'avis positif sur Steam.